# Едвард Анселе
Едвард Анселе (на нидерландски: Edward Anseele) е белгийски политик.

## Биография
Роден е на 26 юли 1856 г. в Гент в семейство на собственик на магазин. Включва се в социалистическото движение и участва активно в създаването на голяма мрежа от кооперации. През 1885 г. е сред основателите на Белгийската работническа партия. Многократно е избиран за общински съветник в Гент и за депутат, както и за министър на обществените строежи (1918-1921) и министър на съобщенията (1925-1927).
Едвард Анселе умира на 18 февруари 1938 г. в Гент.